# Max Albert Wyss

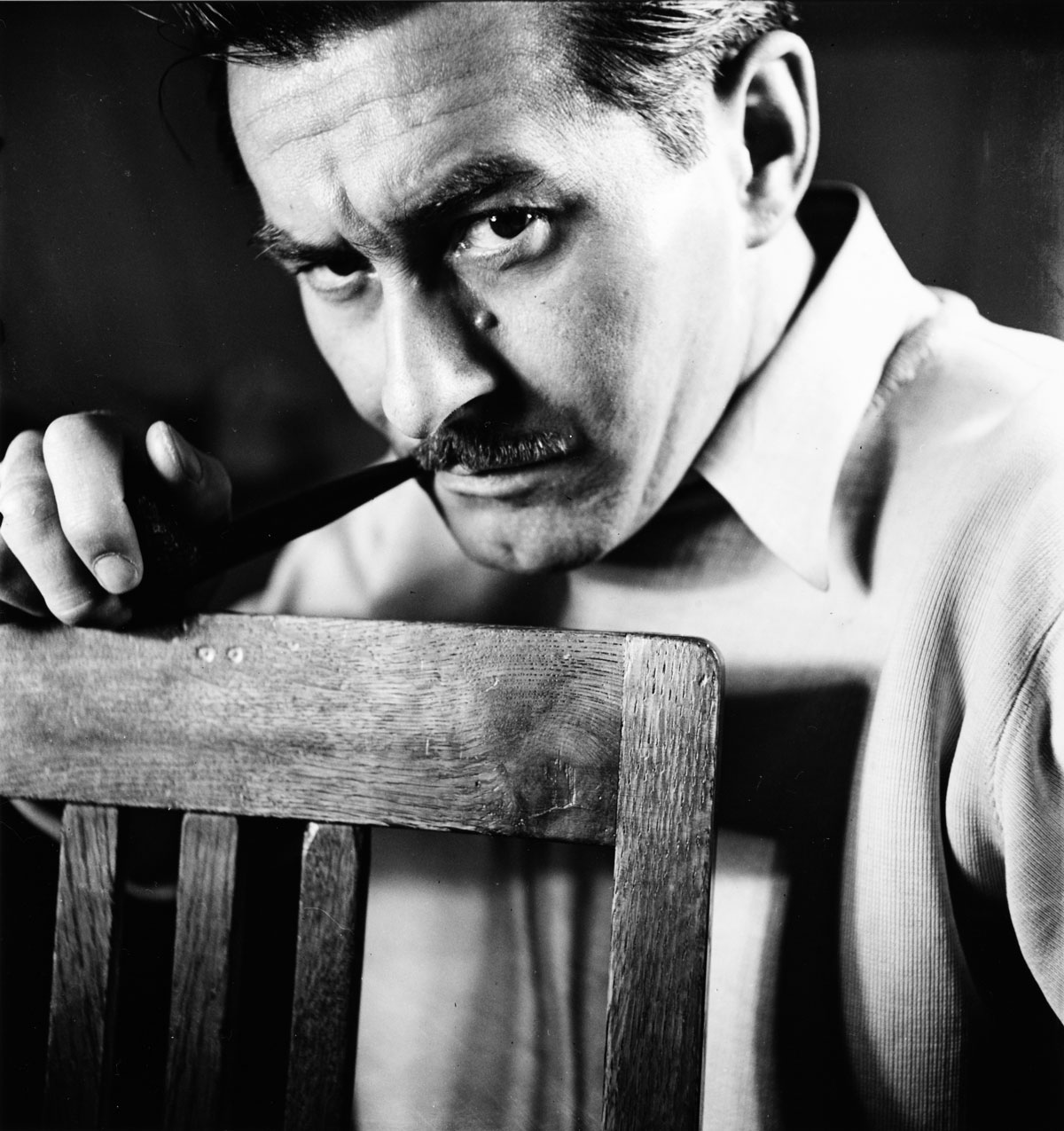
Max Albert Wyss um 1954

Max Albert Wyss (* 18. Juli 1908 in Kriens; † 12. September 1977 in Luzern) war ein Schweizer Fotojournalist und Fotograf.

## Leben
Max A. Wyss 18. Juli 1908 in Kriens geboren. Nach dem Erwerb des Sekundarlehrerpatentes an der Universität Zürich studierte er in Genf, Neuenburg und Paris Romanistik. Es folgte 1931 ein einjähriger Aufenthalt in Tanganjika  (Afrika) als Hauslehrer beim Schweizer Konsul. Danach arbeitete er von 1935 bis 1965 als freier Journalist und Fotograf für zahlreiche Zeitungen, Wochenblätter und Periodika. In dieser Zeit lernte er auch Theo Frey kennen, mit dem er mehrere gemeinsame Reisen machte.
1952 war er als Hauptsekretär am Zustandekommen und dem Erfolg der Weltausstellung der Photographie Luzern beteiligt. In den frühen 1950er Jahren erregte er überdies mit surrealistischen Fotomontagen Aufsehen. 1965 heiratete er Zita Keller. Im gleichen Jahr wurde er Redaktor der Fotozeitschrift Camera und betreute das Ressort Fotografie beim C.J. Bucher Verlag, Luzern. Als Autor, Herausgeber und Redaktor stand er ausserdem hinter vielen Bildbänden über die Natur, die im C.J. Bucher Verlag erschienen sind. Max A. Wyss starb am 12. September 1977 in Luzern.

## Werk
Das Hauptwerk entstand zwischen den 30er und fünfziger Jahren und umfasst hauptsächlich Sozialreportagen im Luzerner Hinterland und Entlebuch (Region) sowie Irland. Dabei fotografierte er oft mit dem Fotografen Theo Frey zusammen. Auch seine Fotografien von Luzerner Kunstschaffenden und amerikanischen Soldaten nach dem Zweiten Weltkrieg haben in seinem Werk grosses Gewicht. Einige Bekanntheit erlangte Wyss mit seinen experimentellen Fotografien, wobei er häufig mit Überblendungen von Motiven arbeitete.
Sein Nachlass umfasst etwa 50'000 Bilder auf Negativen, Dias und Abzügen und wird durch die Stiftung Fotodokumentation Kanton Luzern verwaltet. 2010 wurden in Zusammenarbeit mit dem Staatsarchiv Luzern etwa 600 Bilder digitalisiert.

## Galerie

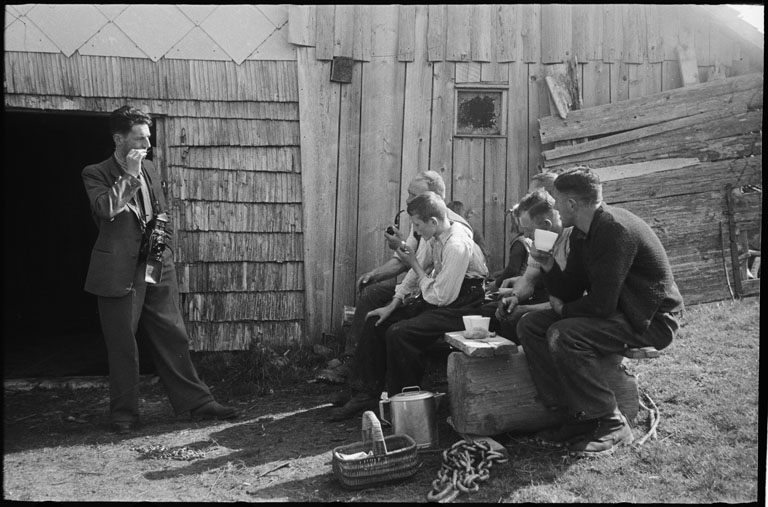
Theo Frey im Gespräch mit Bauern in Romoos
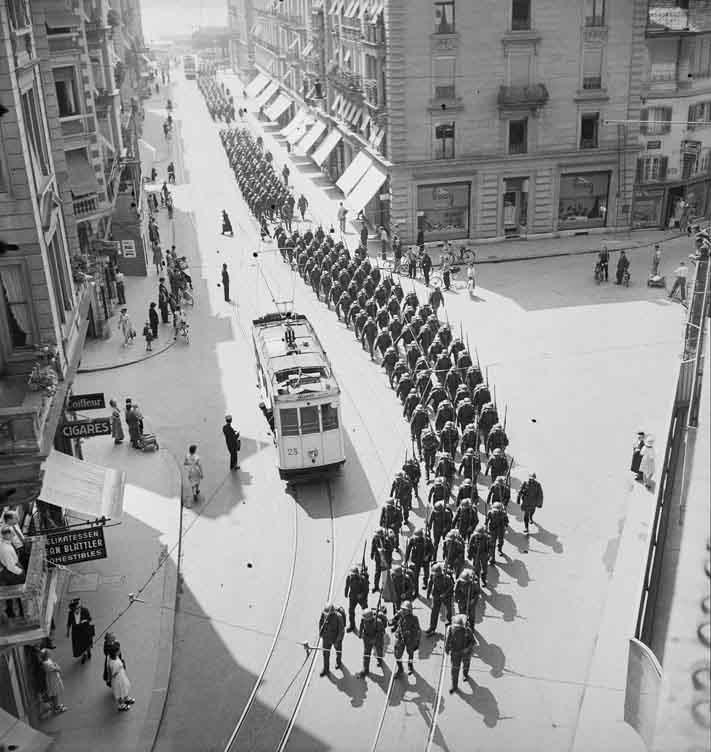
Tram in Luzern und marschierende Soldaten 1945
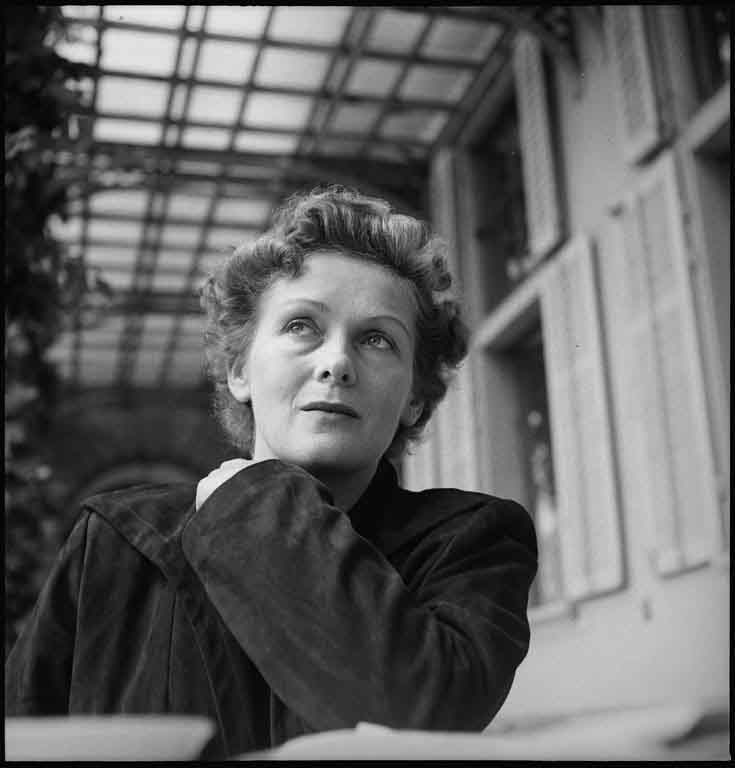
Die Sängerin Elisabeth Schwarzkopf

| Personendaten    | Personendaten      |
| ---------------- | ------------------ |
| NAME             | Wyss, Max Albert   |
| ALTERNATIVNAMEN  | Wyss, Max A.       |
| KURZBESCHREIBUNG | Schweizer Fotograf |
| GEBURTSDATUM     | 18. Juli 1908      |
| GEBURTSORT       | Kriens             |
| STERBEDATUM      | 12. September 1977 |
| STERBEORT        | Luzern             |